# Edgar-Wallace-Filme

Das Logo der meisten Edgar-Wallace-Filme ab 1964

Als Edgar-Wallace-Filme im weiteren Sinn werden alle Kinoproduktionen bezeichnet, die auf Werken des britischen Schriftstellers Edgar Wallace beruhen. Im engeren Sinn steht der Begriff für eine Reihe deutschsprachiger Kriminalfilme der 1960er-Jahre, die mit Der Frosch mit der Maske (1959) begann, produziert von der dänischen Rialto-Film.
Die eigenständige, deutsche Spielart des Filmgenres war zu ihrer Zeit sehr erfolgreich. Stilistisch war sie entscheidend von der Regiearbeit Alfred Vohrers geprägt, der vor allem auf Effekte des Thrillers und des sanften Horrors setzte. Seine Filme riefen zahlreiche Nachahmer auf den Plan und mündeten in eine regelrechte Serienproduktion. Deren Abschluss bildete die italienisch-deutsche Koproduktion Das Rätsel des silbernen Halbmonds (1972), die jedoch kaum mehr etwas mit dem ursprünglichen Stil gemein hatte. Die unverwechselbare Handschrift und leichte Wiedererkennbarkeit der deutschen Edgar-Wallace-Filme führte dazu, dass seit den 1990er-Jahren etliche Parodien nach ihrem Vorbild entstanden.

## Die Geschichte der deutschen Edgar-Wallace-Filme

### 1920er- und 1930er-Jahre

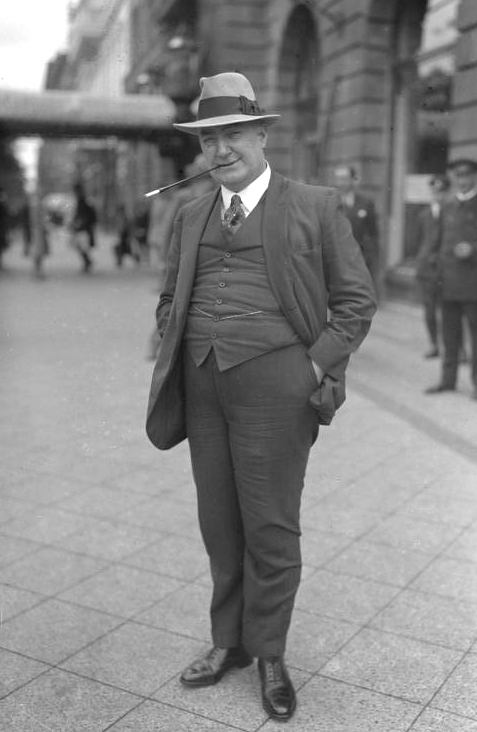
Edgar Wallace in Berlin, 1928

Schon während der Stummfilm-Ära erkannten deutsche Filmproduzenten, dass die Romane von Edgar Wallace leicht zu verfilmen sind. Der erste deutsche Edgar-Wallace-Film Der große Unbekannte entstand bereits 1927 unter der Regie von Manfred Noa. Wallace selbst besuchte das Drehteam des nächsten Films, Friedrich Zelniks Der rote Kreis (1929), in Berlin.
1931 verfilmte Carl Lamac Der Zinker, eines von Wallaces bekanntesten Werken, als Tonfilm. Es folgten die Adaptionen des noch populäreren Romans Der Hexer (1932), ebenfalls von Lamac, und Der Doppelgänger (1934) unter der Regie von E. W. Emo. Danach entstanden zunächst keine Edgar-Wallace-Verfilmungen mehr im deutschsprachigen Raum.

### 1959 bis 1972
Gerhard F. Hummel, damaliger Programmberater der Constantin Film, erstellte 1955 eine Analyse des Kriminalromans Die toten Augen von London (Originaltitel: The Dark Eyes of London) von Edgar Wallace. Hummel schlug Verleihchef Waldfried Barthel vor, eine deutsche Edgar-Wallace-Filmserie in die Kinos zu bringen. Da auf Fiktion basierende, deutsche Kriminalfilme zu dieser Zeit schlecht besucht waren, rieten Filmproduzenten von einer solchen Unternehmung ab. Das Risiko, mit einer deutschen Wallace-Verfilmung einen finanziellen Misserfolg zu landen, erwies sich als zu groß.
Der dänische Filmproduzent Preben Philipsen, bis 1955 Miteigentümer des Constantin-Filmverleihs und Chef der in Kopenhagen ansässigen Rialto Film, erwarb 1958 den deutschen Prisma-Filmverleih. In dessen Programm wurde für 1958/59 der britische Kriminalfilm The Ringer (dt. Titel: Der Hexer, auch Der Würger kommt um Mitternacht) aus dem Jahr 1952 angekündigt. Nach Sichtung des Films in München beschlossen Preben Philipsen und Waldfried Barthel, den Film nicht in die Kinos zu bringen. Stattdessen entstand die Idee zu einer eigenen Filmserie nach Romanen des britischen Schriftstellers Edgar Wallace. Zum Auftakt wählte man die Verfilmung von The Fellowship of the Frog aus dem Jahr 1925, das bereits ein Jahr später als Der Frosch mit der Maske in deutscher Sprache erschien. Der Wilhelm Goldmann Verlag brachte seine Erstausgabe 1928 heraus. Seit 1952 war das Werk als Goldmanns Taschen-Krimi Band 1 erhältlich. Daneben erwarb Philipsen bei Verhandlungen mit Edgar Wallaces Tochter Penelope Wallace die Verfilmungsrechte zu dem Roman The Crimson Circle (dt. Titel: Der rote Kreis) mit einer Option auf weitere Verfilmungen nach Wallace-Romanen.
1959 produzierte die dänische Rialto Film den Film Der Frosch mit der Maske im Auftrag der Constantin Film. Der Film entwickelte sich zu einem großen Überraschungserfolg. Rialto erwarb daraufhin die Exklusivrechte fast aller Wallace-Romane, gründete ein deutsches Tochterunternehmen und steuerte, unbekümmert von den zahlreichen Epigonen anderer Produzenten, dem künstlerischen und kommerziellen Höhepunkt der Reihe entgegen. Die insgesamt 32 Wallace-Verfilmungen der Rialto Film, die ab 1961 unter der Gesamtleitung des Produzenten Horst Wendlandt entstanden, blieben bis in die späten 1960er-Jahre in Kreativität und treffsicherer Inszenierung federführend.
Ab der Produktion Der Bucklige von Soho (1966) entstanden sämtliche Edgar-Wallace-Verfilmungen in Farbe. Man distanzierte sich zunehmend von den originalen Romanvorlagen, um eigene Geschichten nach Motiven verschiedener Wallace-Stoffe zu kreieren. Damit entsprachen die Filme zwar mehr dem Zeitgeist der späten 1960er-Jahre. Dramaturgisch, inhaltlich und inszenatorisch sank das Niveau der Filme jedoch.
1969 begann die Rialto, einige Filme von italienischen Firmen koproduzieren zu lassen, um sich lediglich noch mit einem Teil an den Produktionskosten zu beteiligen. Das Publikum blieb diesen Werken zunehmend fern und die Serie endete in der Kinosaison 1972 mit dem Film Das Rätsel des silbernen Halbmonds. Ursprünglich sollte der Film Das Messer (auch Blutspur im Park) unter dem Titel Das Geheimnis der schwarzen Rose als 33. Edgar-Wallace-Film der Rialto Film veröffentlicht werden, doch nach einem Gutachten von Gerhard F. Hummel zogen sich sowohl Constantin Film als auch Rialto Film aus der Finanzierung des Projekts zurück. Da das Drehbuch auf keiner Vorlage von Edgar Wallace basiert, wurde sein Name bei der Vermarktung des Films schließlich auch nicht erwähnt.

### Fernsehproduktionen
In den 1950er- und 1960er-Jahren wurden bereits einige Fernsehspiele nach Edgar Wallace im deutschen Fernsehen ausgestrahlt. Alle späteren Fernsehproduktionen können hingegen als Versuch gesehen werden, den Erfolg der Edgar-Wallace-Serie der 1960er-Jahre wiederzubeleben. So produzierte Rialto Film ab 1995 zwei Staffeln einer Edgar-Wallace-Serie für RTL. Einige der Darsteller aus den alten Edgar-Wallace-Kinofilmen konnten für diese Produktionen gewonnen werden, so unter anderem Eddi Arent, Harald Leipnitz, Gisela Uhlen, Pinkas Braun, Eva Ebner und Friedrich Schoenfelder. Hauptpersonen der ersten Staffel sind Chief-Inspector Nick Higgins (Joachim Kemmer), Inspector Barbara Lane (Julia Bremermann), Scotland-Yard-Chef Sir John (Leslie Phillips) und der pensionierte Inspector Flatter (Eddi Arent). In der zweiten Staffel treten neben Gunter Berger als Chief-Inspector Higgins und Eddi Arent als Sir John Rebecca Immanuel, Petra Kleinert und Mariella Ahrens auf. Die insgesamt acht unterschiedlich langen Filme wurden größtenteils frei nach Edgar Wallace erzählt.

### Parodien
1994 produzierte RTL Otto – Die Serie mit dem Komiker Otto Waalkes. Die 13-teilige Reihe bestand größtenteils aus digital bearbeiteten, neu synchronisierten Szenen aus Edgar-Wallace-Filmen. Die Serie wurde eingestellt, nachdem aufgrund der ungeklärten Rechtslage einige Schauspieler oder deren Angehörige geklagt hatten.
Die 2004 produzierte Filmkomödie Der WiXXer entstand laut Tagline nach keinem Roman von Edgar Wallace. Neben den Komikern Oliver Kalkofe, Bastian Pastewka und Anke Engelke traten auch die Altstars Wolfgang Völz, Grit Boettcher und Eva Ebner in der erfolgreichen Parodie auf. Ursprünglich wollten die Macher auch Joachim Fuchsberger für das Projekt gewinnen, der aber ablehnte.
Nachdem Fuchsberger eine DVD des Films erhalten hatte, sagte er für dessen Fortsetzung Neues vom Wixxer zu. Der Film, in dem auch Chris Howland, Ingrid van Bergen und abermals Wolfgang Völz zu sehen waren, stieß zwar auf weniger Resonanz als der Vorgänger. Dennoch war zunächst eine weitere Fortsetzung unter dem Titel Triple WixXx geplant. Nachdem sich das Projekt immer wieder verzögert hatte, gab Kalkofe im August 2015 bekannt, dass Triple WixXx aufgrund des Ausstiegs von Bastian Pastewka nicht gedreht wird.

## Merkmale der deutschen Edgar-Wallace-Filme

### Regie
Kein Regisseur hat den Stil der Edgar-Wallace-Filme mehr beeinflusst als Alfred Vohrer. Der erfahrene Synchronregisseur inszenierte 14 Filme der Serie, darunter Klassiker wie Die toten Augen von London, Das Gasthaus an der Themse und Der Hexer. Die leicht übertriebene Schauspielführung und die pointierte Schnitt- und Zoomtechnik sind für praktisch alle Film- und Fernseharbeiten Vohrers typisch.
Nicht viel weniger Einfluss auf die Serie hatte Harald Reinl, zu dessen fünf Edgar-Wallace-Filmen das erste Werk zur Reihe Der Frosch mit der Maske sowie die Höhepunkte Die Bande des Schreckens und Der unheimliche Mönch zählen. Typische Merkmale der Filme des einstigen Heimat- und Bergfilm-Regisseurs sind stimmungsvolle Außenaufnahmen mit langen Kamerafahrten und -schwenks. Stilmittel, die Reinl vor allem auch in den durch ihn geprägten Karl-May-Filmen angewendet hat.
Die eher routinemäßig arbeitenden Regisseure Franz Josef Gottlieb (drei Filme) und Harald Philipp (ein Film) hatten mit ihren Wallace-Adaptionen eher die Funktion, Vohrers und Reinls Stile zu kopieren. Der Journalist und Stahlnetz-Regisseur Jürgen Roland (zwei Filme) konnte die Serie durch seinen eigenwilligen, fast dokumentarischen Stil mit statischen und kontrastreichen Bildern bereichern. Josef von Báky (ein Film) griff bei der Inszenierung auf seine langjährige Erfahrung als UFA-Regisseur zurück und schuf einen kommerziell erfolgreichen, von Kritikern jedoch oft als antiquiert bezeichneten Wallace-Film.
Akos von Rathony und Helmuth Ashley (jeweils ein Film) wurden hingegen mit der Inszenierung von Wallace-Filmen beauftragt, um innerhalb der Serie neue Akzente zu setzen und mit dem eigentlichen Stil der Serie bewusst zu brechen. Noch mehr traf dies auf die Arbeiten der britischen Regisseure Lawrence Huntington, Freddie Francis, Robert Lynn, John Llewellyn Moxey, Cyril Frankel und des Spaniers Jess Franco (jeweils ein Film) zu. Deren Wallace-Filme waren eher anderen Subgenres wie Gangster-, Agenten- oder Abenteuerfilmen zuzurechnen. Die Filme der Italiener Riccardo Freda, Massimo Dallamano und Umberto Lenzi zählten zur Gattung des Giallo. Trotz wohlwollender Worte der Filmkritik stießen die meisten Versuche, das Genre zu verlassen, beim Publikum auf wenig Erfolg.

### Darsteller
Die Besetzung mit bewährten Schauspielern in ähnlichen Rollen war typisch für die Edgar-Wallace-Verfilmungen. Zu den meist reifen und besonnenen Ermittlern zählten Joachim Fuchsberger (13 Filme), Heinz Drache (acht Filme), Siegfried Lowitz (vier Filme), Harald Leipnitz (drei Filme) oder Klausjürgen Wussow (zwei Filme). In den weiblichen Hauptrollen waren meist attraktive, junge Schauspielerinnen wie Karin Dor (fünf Filme), Brigitte Grothum (drei Filme), Uschi Glas (fünf Filme) oder Karin Baal (drei Filme) zu sehen. Zwielichtige Charaktere wurden regelmäßig von Fritz Rasp (fünf Filme), Pinkas Braun (fünf Filme), Harry Wüstenhagen (sechs Filme), Christopher Lee (drei Filme) und vor allem Klaus Kinski (16 Filme) gespielt. Komische Rollen übernahmen Eddi Arent (23 Filme), Siegfried Schürenberg (16 Filme) und Hubert von Meyerinck (vier Filme). Zudem traten immer wieder profilierte Film- und Bühnenschauspieler wie Elisabeth Flickenschildt, Gert Fröbe, Dieter Borsche, Lil Dagover oder Rudolf Forster in wichtigen Gastrollen auf.

### Filmtitel
Die Filmtitel, die meist den Romantiteln entsprachen, sollten beim Publikum eindeutige Assoziationen mit dem Genre des Edgar-Wallace-Films hervorrufen. So verbarg sich hinter vielen Titeln ein eindeutiger Hinweis auf den Hauptverbrecher des Films (Der grüne Bogenschütze, Der Zinker, Der Mönch mit der Peitsche u. a.). Weniger eindeutige Romantitel oder frei erfundene Titel wurden gelegentlich mit den Begriffen „Rätsel“ oder „Geheimnis“ verknüpft (Das Rätsel der roten Orchidee, Das Rätsel des silbernen Dreiecks, Das Geheimnis der grünen Stecknadel u. a.). Andere wurden mit einem Hinweis auf den bevorzugten Handlungsort der Filme versehen (Der Fälscher von London, Der Bucklige von Soho, Die Tote aus der Themse und andere).

### Vorspann
Die meisten Edgar-Wallace-Filme begannen mit einem spektakulär in Szene gesetzten Mord. Dann folgte der Vorspann des Films, der ab 1961 (bis auf zwei Ausnahmen) farbig gestaltet war (der Rest des Films war Schwarzweiß). Schon die Gestaltung der Namensnennung mit blutroten oder giftgrünen Buchstaben sollte einen spannenden Film ankündigen.
Um der Serie einen noch höheren Wiedererkennungswert zu verleihen, wurde der Vorspann der Wallace-Filme ab 1962 (ab dem Film Das Gasthaus an der Themse) mit dem Satz „Hallo, hier spricht Edgar Wallace“ eröffnet, später (ab Der Zinker) gingen diesem aus dem Off erklingende Schüsse als Ankündigung voraus. Der Satz wurde in einigen Fällen von Regisseur Alfred Vohrer eingesprochen.

### Handlung
Die Handlungselemente der Edgar-Wallace-Filme folgten einem einheitlichen Muster. So drehte sich das Geschehen vordergründig um einen meist fantasievoll maskierten Hauptverbrecher. Im Gegensatz zum Psychothriller war hierbei das Entlarven des bis zum Finale unbekannten Verbrechers entscheidend (Whodunit). Die Motive der Verbrecherfiguren waren meist Habgier, Rache, Erbschleicherei sowie Mädchen- und Drogenhandel. Im Vergleich mit dem später in Italien entstandenen Subgenre des Giallo spielte bei den Wallace-Filmen die Ermittlungsarbeit der Polizei oder eines privaten Ermittlers eine entscheidende Rolle. Typisch war auch das Einbinden eines weiblichen Opfers, das es vor den Intrigen und den finsteren Machenschaften des Täters zu schützen galt. Dies gelang praktisch im Handlungsverlauf aller Wallace-Filme und nicht selten waren männlicher Ermittler und weibliches Opfer am Ende des Films ein glückliches Liebespaar.

### Stilmittel, Handlungs- und Drehorte
Stilistisch setzten die Filme meist auf Motive und Gruseleffekte der traditionellen Schauerliteratur wie nächtlich-finstere Szenen, wabernder Nebel, Käuzchen- und Unkenrufe, quietschende Türen, Geheimgänge, verborgene Schätze, unterirdische Grüfte und Verliese. Was zeitgenössische Kritiker als billige Effekthascherei abtaten, erschien in späteren Jahren oft als unfreiwillige Komik, die in den Parodien der Filme weidlich genutzt wurde. Als Kontrast zu den Gruseleffekten fügten die Regisseure kurze, bewusst komisch gehaltene Szenen in die Filme ein, die in der Regel von Eddi Arent oder Siegfried Schürenberg gespielt wurden.
Die Filme spielten wie die Romanvorlagen fast immer in London und Umgebung, wobei sich die Akteure vorwiegend in alten Schlössern, Herrenhäusern oder Villen bewegten. Auch verruchte Nachtlokale, düstere Blindenheime, Irrenanstalten waren beliebte Haupt- und Nebenschauplätze der Handlung. In späteren Filmen kamen Mädchenheime und -pensionate hinzu. Als Drehorte wurden aufgrund der geringeren Produktionskosten jedoch nur selten solche in Großbritannien gewählt. Für die nötige Authentizität sorgten oft nur Archivaufnahmen aus London, die man in die Filme einfügte. Tatsächlich dienten für die Außenaufnahmen vor allem Straßen in Deutschland, vor allem in Berlin und in Hamburg, als Kulisse für die in London spielenden Szenen. Weitere Drehorte waren zum Beispiel Schloss Ahrensburg, Schloss Herdringen, die Zitadelle Spandau und die Berliner Pfaueninsel. Die Innenaufnahmen entstanden zumeist im Studio Hamburg und in den Ateliers der Berliner CCC-Film.

### Filmmusik
Besonders prägnant gerieten auch die Soundtracks der Filme, vor allem die oft reißerische und eingängige Titelmusik. Die Musik von insgesamt 18 Filmen der Serie stammt von Peter Thomas, der mit seinen phantasiereichen Arrangements und modernen Aufnahmetechniken der markanteste und dominanteste Komponist der Serie war. Ein eigentlich für den Wallace-Film Die seltsame Gräfin geschriebenes Lied Komm, leg' Deinen Arm um mich verwendete Peter Thomas jedoch für den Film Die endlose Nacht, durch den er für die Beste Filmmusik das Filmband in Gold erhielt.
Während die Soundtracks von Martin Böttcher (fünf Filme), Willy Mattes (zwei Filme) oder Peter Sandloff (ein Film) eher aus zeitlosem Orchestersound mit Easy-Listening-Charakter bestanden, griffen Heinz Funk (drei Filme) und Oskar Sala (ein Film) auch auf neue Techniken der elektronischen Musik und experimentelle Kompositionen zurück.
Bei der deutsch-italienischen Koproduktion „Das Geheimnis der grünen Stecknadel“ zeichnete der spätere Oscar-Preisträger Ennio Morricone für die Filmmusik verantwortlich.

## Kritik
Trotz ihres großen Erfolgs stießen die Edgar-Wallace-Filme mit Ausnahme der Boulevard- und Tageszeitungen bei fast allen Filmkritikern auf breite Ablehnung. Die zum Teil bis heute zitierten Rezensionen, von denen manche den Wallace-Filmen jeglichen ästhetischen oder künstlerischen Anspruch aberkennen oder einige sogar mit Propagandafilmen des Dritten Reiches vergleichen, müssen heute im Zusammenhang mit den gesellschaftlichen und politischen Veränderungen in den 1960er-Jahren betrachtet werden. Eine unvoreingenommene, wissenschaftliche Auseinandersetzung mit den Edgar-Wallace-Filmen fand bis heute nur ansatzweise statt.

## Filmografie

### Die frühen Edgar-Wallace-Filme (Tonfilme ab 1928)
1. Der große Unbekannte (D 1927, Produktion der Noa Film)
2. The Terror (USA 1928, Produktion der Warner Bros. Pictures, US-Titel: The Terror)
3. Der rote Kreis (D 1929, Produktion der Efzet-Film GmbH)
4. Der Würger (GB / D 1929, Produktion der Gainsborough / F.P.S. Film)
5. The Ringer (D 1931, Produktion der Gainsborough, UK-Titel: The Ringer, US-Titel: The Gaunt Stranger)
6. Der Zinker (D 1931, Produktion der Ondra-Lamac-Film)
7. Der Hexer (D 1932, Produktion der Ondra-Lamac-Film)
8. The Frightened Lady (UK 1932, Produktion der Gainsborough, UK-Titel: The Frightened Lady US-Titel: Criminal at Large)
9. Das mysteriöse Schiff (USA 1934, Produktion der Monogram Pictures, US/UK-Titel: Mystery Liner, mit Gustav von Seyffertitz)
10. Der Doppelgänger (D 1934, Produktion der Ondra-Lamac-Film)
11. Return of the Terror (USA 1934, Produktion der Warner Bros. Pictures, US/UK-Titel: Return of the Terror, mit Frank Reicher)
12. Bosambo – Einbruch im Kongo[4] (UK 1935, Produktion der London Film Productions, UK/US-Titel: Sanders of the River, mit Paul Robeson)
13. The Squeaker (UK 1937, Produktion der London Film Productions, UK/US-Titel: The Squeaker, mit Robert Newton)
14. The Terror (UK 1938, Produktion der Associated British Picture Corporation, UK/US-Titel: The Terror, mit Bernard Lee)
15. Gefährliche Mitwisser[5] (USA 1938, Produktion der Paramount Pictures, US/UK-Titel: Dangerous to Know, mit Anthony Quinn)
16. Der Würger von London (UK 1939, Produktion der John Argyle Productions, UK-Titel: The Dark Eyes of London, US-Titel: The Human Monster, mit Bela Lugosi)
17. Four Just Men (UK 1939, Produktion der Ealing Studios, UK-Titel: Four Just Men, US-Titel: The Secret Four, mit Anna Lee)
18. Die Kammer des Schreckens (UK 1940, Produktion der John Argyle Productions, UK-Titel: The Door With Seven Locks, US-Titel: Chamber of Horrors, mit Lilli Palmer)
19. Der Schrecken von Marks Priory[6] (UK 1940, Produktion der British Lion Film Corporation, UK-Titel: The Case of the Frightened Lady US-Titel: The Frightened Lady, mit Marius Goring)
20. Der Würger kommt um Mitternacht[7] (UK 1952, Produktion der London Film Productions, UK/US-Titel: The Ringer, mit Herbert Lom)

### Die Edgar-Wallace-Serie von 1959 bis 1972
Liste aller 38 Edgar-Wallace-Filme zwischen 1959 und 1972, wahlweise sortiert nach Nummer (chronologische Reihenfolge nach Uraufführung), Titel, Produktionsland, Jahr (Uraufführung) und Besucherzahlen der Erstaufführungen (bis 1967 nach Schätzungen des Constantin-Verleihs, danach analoge Schätzungen).
Die Filme bis einschließlich Nr. 25 in dieser Liste sind in schwarz-weiß (jedoch teilweise mit farbigem Vorspann) gedreht. Ab Film Nr. 26 in dieser Liste („Der Bucklige von Soho“) sind die Filme in Farbe gedreht und entfernen sich immer weiter von den literarischen Vorlagen.
| Nr. | Logo | Titel                               | Land                                    | Jahr | Produktion                                                                         | Besucher  |
| --- | ---- | ----------------------------------- | --------------------------------------- | ---- | ---------------------------------------------------------------------------------- | --------- |
| 01  |      | Der Frosch mit der Maske            | Dänemark / BR Deutschland               | 1959 | Rialto Film                                                                        | 3.200.000 |
| 02  |      | Der rote Kreis                      | BR Deutschland / Dänemark               | 1960 | Rialto Film                                                                        | 1.900.000 |
| 03  |      | Der Rächer                          | BR Deutschland                          | 1960 | Kurt-Ulrich-Film                                                                   | 2.500.000 |
| 04  |      | Die Bande des Schreckens            | BR Deutschland                          | 1960 | Rialto Film                                                                        | 3.200.000 |
| 05  |      | Der grüne Bogenschütze              | BR Deutschland                          | 1961 | Constantin Film / Rialto Film                                                      | 1.700.000 |
| 06  |      | Die toten Augen von London          | BR Deutschland                          | 1961 | Prisma / Rialto Film                                                               | 3.400.000 |
| 07  |      | Das Geheimnis der gelben Narzissen  | Vereinigtes Königreich / BR Deutschland | 1961 | Omnia Film / Rialto Film                                                           | 3.500.000 |
| 08  |      | Der Fälscher von London             | BR Deutschland                          | 1961 | Rialto Film                                                                        | 2.000.000 |
| 09  |      | Die seltsame Gräfin                 | BR Deutschland                          | 1961 | Rialto Film                                                                        | 2.600.000 |
| 10  |      | Das Rätsel der roten Orchidee       | BR Deutschland                          | 1962 | Rialto Film                                                                        | 1.500.000 |
| 11  |      | Die Tür mit den sieben Schlössern   | BR Deutschland / Frankreich             | 1962 | Rialto Film                                                                        | 3.200.000 |
| 12  |      | Das Gasthaus an der Themse          | BR Deutschland                          | 1962 | Rialto Film                                                                        | 4.000.000 |
| 13  |      | Der Fluch der gelben Schlange       | BR Deutschland                          | 1963 | CCC-Film                                                                           | 2.000.000 |
| 14  |      | Der Zinker                          | BR Deutschland                          | 1963 | Rialto Film Preben-Philipsen                                                       | 2.900.000 |
| 15  |      | Der schwarze Abt                    | BR Deutschland                          | 1963 | Rialto Film Preben-Philipsen                                                       | 2.700.000 |
| 16  |      | Das indische Tuch                   | BR Deutschland                          | 1963 | Rialto Film Preben-Philipsen                                                       | 1.900.000 |
| 17  |      | Todestrommeln am großen Fluss       | BR Deutschland / Vereinigtes Königreich | 1963 | Towers of London Production                                                        | 1.500.000 |
| 18  |      | Zimmer 13                           | BR Deutschland                          | 1964 | Rialto Film Preben-Philipsen                                                       | 1.800.000 |
| 19  |      | Die Gruft mit dem Rätselschloß      | BR Deutschland                          | 1964 | Rialto Film                                                                        | 1.300.000 |
| 20  |      | Der Hexer                           | Deutschland                             | 1964 | Rialto Film Preben-Philipsen                                                       | 2.600.000 |
| 21  |      | Das Verrätertor                     | BR Deutschland / Vereinigtes Königreich | 1964 | Rialto Film / Summit                                                               | 1.500.000 |
| 22  |      | Sanders und das Schiff des Todes    | Vereinigtes Königreich / BR Deutschland | 1965 | Towers of London Productions                                                       | 800.000   |
| 23  |      | Neues vom Hexer                     | BR Deutschland                          | 1965 | Rialto Film Preben-Philipsen                                                       | 1.800.000 |
| 24  |      | Der unheimliche Mönch               | BR Deutschland                          | 1965 | Rialto Film                                                                        | 3.500.000 |
| 25  |      | Das Rätsel des silbernen Dreieck    | Vereinigtes Königreich / BR Deutschland | 1966 | Circus Film / Proudweeks                                                           | 1.000.000 |
| 26  |      | Der Bucklige von Soho               | BR Deutschland                          | 1966 | Rialto Film                                                                        | 2.200.000 |
| 27  |      | Das Geheimnis der weißen Nonne      | BR Deutschland / Vereinigtes Königreich | 1966 | Rialto Film Preben-Philipsen Ltd., London                                          | 1.600.000 |
| 28  |      | Die blaue Hand                      | BR Deutschland                          | 1967 | Rialto Film Preben-Philipsen                                                       | 1.700.000 |
| 29  |      | Der Mönch mit der Peitsche          | BR Deutschland                          | 1967 | Rialto Film                                                                        | 1.800.000 |
| 30  |      | Der Hund von Blackwood Castle       | BR Deutschland                          | 1968 | Rialto Film                                                                        | 1.200.000 |
| 31  |      | Im Banne des Unheimlichen           | BR Deutschland                          | 1968 | Rialto Film Preben-Philipsen                                                       | 1.800.000 |
| 32  |      | Der Gorilla von Soho                | BR Deutschland                          | 1968 | Rialto Film Preben-Philipsen                                                       | 1.700.000 |
| 33  |      | Der Mann mit dem Glasauge           | BR Deutschland                          | 1969 | Rialto Film                                                                        | 1.600.000 |
| 34  |      | Das Gesicht im Dunkeln              | Italien / BR Deutschland                | 1969 | Colt Produzioni Cinematografiche / Mega Film / Rialto Film                         | 600.000   |
| 35  |      | Der Teufel kam aus Akasava          | BR Deutschland / Spanien                | 1970 | CCC-Film / Fénix Films                                                             | 300.000   |
| 36  |      | Die Tote aus der Themse             | BR Deutschland                          | 1971 | Rialto Film Preben-Philipsen                                                       | 1.400.000 |
| 37  |      | Das Geheimnis der grünen Stecknadel | Italien / BR Deutschland                | 1972 | Italian International Film / Clodio Cinematografica / Rialto Film Preben-Philipsen | 1.100.000 |
| 38  |      | Das Rätsel des silbernen Halbmonds  | Italien / BR Deutschland                | 1972 | Flora Film / National Pictures / Rialto Film                                       | 800.000   |

### Fernsehfilme
1. Der Hexer (BRD 1956) (TV-Premiere: 7. April 1956)
2. Der Mann, der seinen Namen änderte (DDR 1956) (TV-Premiere: 30. September 1956)
3. Der Mann, der seinen Namen änderte (BRD 1958) (TV-Premiere: 11. Mai 1958)
4. Der Zinker (DDR 1959) (TV-Premiere: 6. Juni 1959)
5. Der Hexer (DDR 1962) (TV-Premiere: 18. September 1962)
6. Der Hexer (BRD 1963) (TV-Premiere: 29. Juni 1963)
7. Das Geheimnis von Lismore Castle (BRD 1986) (TV-Premiere: 18. Mai 1986)
8. Die Katze von Kensington (D 1995) (TV-Premiere: 6. Februar 1996)
9. Das Karussell des Todes (D 1995) (TV-Premiere: 27. Februar 1996)
10. Der Blinde (D 1995) (TV-Premiere: 5. März 1996)
11. Das Schloss des Grauens (D 1998) (TV-Premiere: 6. April 2002)
12. Die unheimlichen Briefe (D 1998) (TV-Premiere: 13. April 2002)
13. Die vier Gerechten (D 1998) (TV-Premiere: 20. April 2002)
14. Das Haus der toten Augen (D 1998) (TV-Premiere: 27. April 2002)
15. Whiteface (D 1998) (TV-Premiere: 4. Mai 2002)

### Parodien
1. Die Schokoladen-Schnüffler (D 1986)
2. Otto – Die Serie (D 1995)
3. Der WiXXer (D 2004)
4. Neues vom Wixxer (D 2007)

### „Edgar Wallace Mysteries“ in Großbritannien
Edgar Wallace Mysteries war eine britische B-Movie-Filmserie, die von den Merton Park Studios für die auf Low-Budget-Filme spezialisierte Produktionsfirma Anglo-Amalgamated produziert wurde. Sie entstand in den Jahren zwischen 1960 und 1965 und bestand aus 48 Filmen. Zu dieser Reihe siehe hier.

### „Edgar Wallace präsentiert“-DVDs
Unter dem Titel „Edgar Wallace präsentiert“ veröffentlichte das Label Lotus Feet Films im Jahr 2018 drei Filme auf DVD, die seither teilweise in Verbindung mit Edgar Wallace genannt werden, aber nicht auf Vorlagen von ihm basieren.
1. Erbe des Henkers (USA 1948, Produktion der Marshall Grant und Chas. K. Feldman Group Productions, US-Titel: Moonrise)
2. Schach dem Mörder (USA 1956, Produktion der Republic Pictures, US-Titel: Accused of Murder)
3. Mord ohne Mörder (UK 1955, Produktion der Wessex Film Productions, UK-Titel: Three Cases of Murder)

## Epigonen
In den 1960er-Jahren wurden auch Verfilmungen anderer Kriminalschriftsteller dem Stil der Edgar-Wallace-Filme so weit wie möglich angepasst. Bekannte Epigonen sind die Dr.-Mabuse-Reihe, die Pater-Brown-Filme, die Bryan-Wallace-Reihe und die Louis-Weinert-Wilton-Reihe.

### Die Dr. Mabuse-Filme der 1960er-Jahre
Die traditionsreiche Figur des Doktor Mabuse, erdacht als Romanfigur von Norbert Jacques (1880–1954) und bereits 1922 erstmals von Fritz Lang filmisch umgesetzt, wurde erneut zur Hauptfigur einer ganzen Serie neuer Verfilmungen, die der Filmproduzent Artur Brauner herstellte. Die Rechte zur Verwendung der Verbrecherfigur hatte dieser bereits 1953 erworben. Der ebenfalls von Artur Brauner produzierte Dr. M schlägt zu sollte 1970 unter der Regie von Jess Franco an die Dr. Mabuse-Reihe anknüpfen und war später Gegenstand eines Rechtsstreits mit den Erben von Norbert Jacques.
1. Die 1000 Augen des Dr. Mabuse (1960)
2. Im Stahlnetz des Dr. Mabuse (1961)
3. Die unsichtbaren Krallen des Dr. Mabuse (1962)
4. Das Testament des Dr. Mabuse (1962)
5. Scotland Yard jagt Dr. Mabuse (1963)
6. Die Todesstrahlen des Dr. Mabuse (1964)

### Die Pater-Brown-Filme
Der Schauspieler Heinz Rühmann war im Zuge der Kriminalfilmwelle Anfang der 1960er-Jahre in drei Filmen in der Rolle des ermittelnden Pater Brown zu sehen. Die populäre Figur stammte von dem englischen Buchautor Gilbert Keith Chesterton. Der Produzent Utz Utermann, der die Filme für die Bavaria Film herstellte, hatte bis 1964 einen dritten Teil geplant, der jedoch nicht realisiert wurde. Als Nachzügler folgte 1968 noch ein Film, der aber mit der literarischen Vorlage noch weniger zu tun hat als die ersten beiden Filme.
1. Das schwarze Schaf (1960)
2. Er kann’s nicht lassen (1962)
3. Die Abenteuer des Kardinal Braun (1968)

### Die Bryan-Edgar-Wallace-Filme
Nach dem Erfolg seiner Dr.-Mabuse-Filme sicherte sich der Filmproduzent Artur Brauner Namen- und Stoffrechte von Bryan Edgar Wallace (1904–1971), dem Sohn von Edgar Wallace. Dessen Romane handelten vorwiegend von Agenten und Weltbeherrschungsplänen. Bei den meisten Filmen wurde lediglich der Name Bryan Edgar Wallaces benutzt und neue, Edgar-Wallace-ähnliche Stoffe erdacht. Die hier genannten Filme sind, sofern nicht anders erwähnt, Produktionen der CCC-Film. Da Das Geheimnis der schwarzen Handschuhe und Die neunschwänzige Katze zu Dario Argentos „Tier-Trilogie“ gehören, wird der Vollständigkeit halber auch Vier Fliegen auf grauem Samt (1971) als deren letzter Teil mitunter der Bryan-Edgar-Wallace-Reihe zugeordnet. Tatsächlich wurde der Film jedoch nie offiziell als solcher vermarktet.
1. Das Geheimnis der schwarzen Koffer (1962)
2. Der Würger von Schloss Blackmoor (1963)
3. Scotland Yard jagt Dr. Mabuse (1963)
4. Der Henker von London (1963)
5. Das Phantom von Soho (1964)
6. Das Ungeheuer von London-City (1964)
7. Das siebente Opfer (1964)
8. Das Geheimnis der schwarzen Handschuhe (1970) (in Koproduktion mit Seda Spettacoli, Rom)
9. Die neunschwänzige Katze (1971) (Produktion der Terra Filmkunst in Koproduktion mit Seda Spettacoli, Rom, und Labrador Film, Paris)
10. Der Todesrächer von Soho (1972) (Produktion der Telecine Film- und Fernsehproduktion in Koproduktion mit Fenix Films, Madrid)
11. Das Geheimnis des gelben Grabes (1972) (in Koproduktion mit Mondial Tefi, Rom, und Inex Film, Belgrad)

### Louis-Weinert-Wilton-Filme
| Nr. | Logo | Titel                                | Jahr |
| --- | ---- | ------------------------------------ | ---- |
| 1   |      | Der Teppich des Grauens              | 1962 |
| 2   |      | Die weisse Spinne                    | 1963 |
| 3   |      | Das Geheimnis der schwarzen Witwe    | 1963 |
| 4   |      | Das Geheimnis der chinesischen Nelke | 1964 |

### Weitere Filme der Krimiwelle
In den 1960er-Jahren gab es zahlreiche Versuche, weitere Filmserien im Wallace-Stil zu starten oder mit neuen Filmstoffen am Erfolg der Serie teilzuhaben.
- Grabenplatz 17 (1958; Vorläufer)
- Das Rätsel der grünen Spinne (1960)
- Sherlock Holmes und das Halsband des Todes (1962) (nach Arthur Conan Doyle)
- Die schwarze Kobra (1963)
- Die Nylonschlinge (1963)
- Das Rätsel der roten Quaste (1963)
- Ein Alibi zerbricht (1963)
- Piccadilly null Uhr zwölf (1963) (nach Francis Durbridge)
- Das Wirtshaus von Dartmoor (1964) (nach Victor Gunn)
- Wartezimmer zum Jenseits (1964)[9] (nach James Hadley Chase)
- Tim Frazer jagt den geheimnisvollen Mister X (1964) (unter Verwendung der Figur Tim Frazer von Francis Durbridge)
- Das Haus auf dem Hügel (1964) (nach der Allan Wilton-Reihe)
- Hotel der toten Gäste (1965) (nach Heather Gardiner)
- Der Mörder mit dem Seidenschal (1966)
- Der Würger vom Tower (1966)
- Die Pagode zum fünften Schrecken (1967) (von Harry Alan Towers, inspiriert von Edgar Wallace)
- Ich spreng’ Euch alle in die Luft – Inspektor Blomfields Fall Nr. 1 (1968)
- Sieben Tage Frist (1969)

Darüber hinaus ist der Übergang von Epigonen der Wallace-Filme zu Werken anderer Subgenres oft fließend. Dies betrifft vor allem zahlreiche, oft von deutschen Firmen koproduzierte, Abenteuer- und Agentenfilme sowie Gialli. Auch die Jerry-Cotton-Filmserie weist eine deutliche Stilverwandtschaft mit den Edgar-Wallace-Filmen auf.

## Diskografie
Folgende CDs enthalten überwiegend Filmmusik aus Edgar-Wallace-Filmen.
- Kriminalfilmmusik von Martin Böttcher – Rough Trade, BSC 307.6518.2
- Kriminalfilmmusik Martin Böttcher Vol. 2 – Prudence, BSC 398.6534.2
- Peter Thomas Kriminalfilmmusik – Prudence, BSC 398.6533.2
- Kriminalfilmmusik No. 4 – Prudence, BSC 398.6560.2
- Peter Thomas Film Musik – Polydor, 517 096-2 (1 CD)
- Peter Thomas Film Musik – Polydor, 845 872-2 (2 CDs)